# HD 205551
HD 205551，又名BD+51 3091，SAO 33540、HR 8259，是一颗恒星，视星等为6.15，位于銀經94.93，銀緯-0.13，其B1900.0坐标为赤經21h 31m 0.6s，赤緯+51° -0.13′ 10″。